# Concerto per pianoforte e orchestra n. 23 (Mozart)
Il Concerto per pianoforte e orchestra n. 23 in La maggiore K 488 di Wolfgang Amadeus Mozart fu composto per una serata pubblica delle Accademie Viennesi per la stagione di quaresima del 1786.
Contende al K 466 la palma del più eseguito tra i concerti di Mozart e appartiene alle opere di rilevante importanza dell'autore.

## Storia
Negli anni passati a Vienna, fra il 1782 e il 1786, Mozart si era assicurato una grande fama come esecutore. In questo periodo scrisse alcuni fra i suoi più importanti concerti per pianoforte e orchestra tra cui il Concerto K 466 e il Concerto in La maggiore K 488, quest'ultimo scritto nel pieno della contemporanea composizione di una sua opera lirica. Nel luglio del 1785, infatti, Lorenzo Da Ponte gli aveva affidato il libretto per Le nozze di Figaro, lavoro che impegnò il musicista fino all'inizio dell'anno successivo.
Il concerto era stato richiesto a Mozart per una delle consuete serate musicali delle Accademie Viennesi che coinvolgevano il compositore sia come autore sia come interprete e che gli permettevano un discreto sostegno economico.
Mozart scrisse il concerto conformando la parte pianistica per se stesso, essendone egli stesso l'esecutore, a tal scopo compose anche la cadenza del primo movimento che solitamente era lasciata all'improvvisazione dell'interprete. Il lavoro venne terminato il 2 marzo 1786, due mesi dopo la conclusione della stesura delle Nozze di Figaro. La prima esecuzione fu a Vienna al Großer Redoutensaal del Burgtheater il 3 aprile 1786.

## Analisi
A differenza dei concerti scritti immediatamente prima, il concerto K 488 si contraddistingue per il carattere più contenuto, sia dal punto di vista dell'espressione virtuosistica, meno spinta rispetto alle opere precedenti, sia da quello della ricchezza strumentale: l'organico, infatti, si limita solamente agli archi, flauti, clarinetti, fagotti, corni e non comprende trombe e timpani, sostituendo anche gli oboi con i clarinetti; in questo modo Mozart dà una connotazione più suadente e carezzevole alla partitura. L'importanza data ai fiati in questo lavoro è legata al particolare colore timbrico di questi strumenti che il musicista utilizza anticipando, quasi con preveggenza, quelle che saranno le intuizioni di Stravinskij ponendoli in parità con il suono del pianoforte.
Il movimento iniziale, Allegro, si presenta in una classica forma-sonata; dopo una complessa introduzione dell'orchestra, il brano si articola in due temi limpidi che si sviluppano con maestria esecutiva conducendo quindi all'importante cadenza scritta dallo stesso Mozart.
Il secondo movimento è un Adagio, come indicato dall'autore in partitura, e non un Andante, sottolineando in tal modo il carattere intimo e accorato che egli volle dare al brano. L'inizio è affidato al pianoforte solo che espone un tema in ritmo di siciliana nella tonalità di Fa diesis minore, unico caso in cui Mozart usa questa tonalità in tutta la sua produzione musicale. L'Adagio espone in modo intenso una melodia accorata, di alto lirismo e dall'ampio fraseggio; la connotazione intima e dolorosa è accentuata dal modo minore, così come la risposta orchestrale ugualmente sentita e malinconica. La ripresa del pianoforte solo con la melodia iniziale porta quindi, con modulazioni in La maggiore, all'entrata dell'orchestra che termina con grande eleganza il movimento.
Il concerto si chiude con un Allegro assai dalla chiara tonalità in La maggiore ed è in forma di rondò-sonata. Il pezzo è costituito da un continuo rincorrersi virtuosistico fra pianoforte e strumenti in un discorso musicale fluido e allegro, quasi giocoso e scherzoso, che presenta però connotazioni vigorose e sostenute.